# Campeonato Mundial de Atletismo em Pista Coberta de 2018 - 60 m masculino
A prova dos 60 metros masculino do Campeonato Mundial de Atletismo em Pista Coberta de 2018 ocorreu no dia 3 de março na Arena Birmingham, em Birmingham, no Reino Unido.  

## Recordes
Antes desta competição, os recordes mundiais e do campeonato nesta prova eram os seguintes:
|                       | Nome              | Nacionalidade  | Tempo | Local       | Data                    |
| --------------------- | ----------------- | -------------- | ----- | ----------- | ----------------------- |
| Recorde mundial       | Christian Coleman | Estados Unidos | 6s 34 | Albuquerque | 18 de fevereiro de 2018 |
| Recorde do campeonato | Maurice Greene    | Estados Unidos | 6s 42 | Maebashi    | 6 de março de 1999      |

Os seguintes recordes foram estabelecidos durante esta competição:
| Data       | Evento | Atleta            | Nacionalidade  | Tempo | Notas                 |
| ---------- | ------ | ----------------- | -------------- | ----- | --------------------- |
| 3 de março | Final  | Christian Coleman | Estados Unidos | 6s 37 | Recorde do campeonato |

## Medalhistas
| Ouro                    | Prata             | Bronze             |
| Christian Coleman (USA) | Su Bingtian (CHN) | Ronnie Baker (USA) |

## Cronograma
Todos os horários são locais (UTC+0).
| Data       | Hora  | Evento    |
| ---------- | ----- | --------- |
| 3 de março | 10:15 | Bateria   |
| 3 de março | 19:11 | Semifinal |
| 3 de março | 21:09 | Final     |

## Resultados

### Bateria
Qualificação: 3 atletas de cada bateria  (Q) mais os  3 melhores qualificados (q).  
| Posição | Bateria | Raia | Atleta                     | Nacionalidade                   | Tempo | Notas                |
| ------- | ------- | ---- | -------------------------- | ------------------------------- | ----- | -------------------- |
| 1       | 7       | 4    | Ronnie Baker               | Estados Unidos                  | 6.57  | Q                    |
| 2       | 4       | 4    | Emre Zafer Barnes          | Turquia                         | 6.58  | Q                    |
| 3       | 2       | 4    | Su Bingtian                | China                           | 6.58  | Q                    |
| 4       | 5       | 5    | Chijindu Ujah              | Grã-Bretanha                    | 6.59  | Q                    |
| 5       | 7       | 3    | Abdullah Abkar Mohammed    | Arábia Saudita                  | 6.62  | Q                    |
| 6       | 4       | 2    | Xie Zhenye                 | China                           | 6.62  | Q                    |
| 7       | 6       | 7    | Ben Youssef Meïté          | Costa do Marfim                 | 6.63  | Q                    |
| 8       | 6       | 6    | Remigiusz Olszewski        | Polónia                         | 6.65  | Q                    |
| 9       | 5       | 8    | Arthur Cissé               | Costa do Marfim                 | 6.66  | Q                    |
| 10      | 3       | 7    | Ján Volko                  | Eslováquia                      | 6.66  | Q                    |
| 11      | 5       | 1    | Sean Safo-Antwi            | Gana                            | 6.66  | Q                    |
| 12      | 6       | 4    | Everton Clarke             | Jamaica                         | 6.70  | Q                    |
| 13      | 2       | 8    | Warren Fraser              | Bahamas                         | 6.71  | Q                    |
| 14      | 5       | 4    | Ángel David Rodríguez      | Espanha                         | 6.71  | q                    |
| 15      | 2       | 7    | Kimmari Roach              | Jamaica                         | 6.71  | Q                    |
| 16      | 1       | 6    | Christian Coleman          | Estados Unidos                  | 6.71  | Q                    |
| 17      | 6       | 3    | Tosin Ogunode              | Catar                           | 6.72  | q                    |
| 18      | 4       | 8    | Michael Pohl               | Alemanha                        | 6.73  | Q                    |
| 19      | 3       | 3    | Hassan Taftian             | Irão                            | 6.74  | Q                    |
| 20      | 3       | 2    | Dominik Záleský            | Chéquia                         | 6.74  | Q                    |
| 21      | 4       | 6    | Andrew Robertson           | Grã-Bretanha                    | 6.74  | q                    |
| 22      | 1       | 7    | Odain Rose                 | Suécia                          | 6.75  | Q                    |
| 23      | 2       | 6    | Peter Emelieze             | Alemanha                        | 6.77  |                      |
| 24      | 1       | 4    | Kim Collins                | São Cristóvão e Neves           | 6.77  | Q                    |
| 25      | 7       | 7    | Jean-Yann de Grace         | Ilhas Maurícias                 | 6.78  | Q                    |
| 26      | 2       | 2    | Keston Bledman             | Trinidad e Tobago               | 6.79  |                      |
| 27      | 3       | 4    | Emmanuel Callender         | Trinidad e Tobago               | 6.80  | Recorde da temporada |
| 28      | 7       | 8    | Eric Cray                  | Filipinas                       | 6.81  |                      |
| 29      | 6       | 5    | Dylan Sicobo               | Seicheles                       | 6.82  | Recorde nacional     |
| 30      | 7       | 2    | Sibusiso Matsenjwa         | Essuatíni                       | 6.82  | Recorde nacional     |
| 31      | 5       | 3    | Ambdoul Karim Riffayn      | Comores                         | 6.88  |                      |
| 32      | 3       | 6    | Sydney Siame               | Zâmbia                          | 6.88  |                      |
| 33      | 4       | 5    | Lester Ryan                | Monserrate                      | 6.90  | Recorde pessoal      |
| 34      | 5       | 7    | Shaun Gill                 | Belize                          | 6.96  | Recorde pessoal      |
| 35      | 4       | 1    | Christophe Boulos          | Líbano                          | 6.99  |                      |
| 36      | 6       | 2    | Nazmie-Lee Marai           | Papua-Nova Guiné                | 7.01  | Recorde pessoal      |
| 37      | 2       | 5    | Juan Carlos Rodríguez      | El Salvador                     | 7.03  | Recorde nacional     |
| 38      | 1       | 8    | Jonah Harris               | Nauru                           | 7.03  | Recorde nacional     |
| 39      | 6       | 1    | Umar Khayam Hameed         | Paquistão                       | 7.06  |                      |
| 40      | 5       | 6    | Nick Junior Joseph         | Santa Lúcia                     | 7.07  | Recorde pessoal      |
| 41      | 6       | 8    | Adel Sesay                 | Serra Leoa                      | 7.08  |                      |
| 42      | 1       | 5    | Jacob El Aida              | Malta                           | 7.09  |                      |
| 43      | 4       | 3    | Francesco Molinari         | San Marino                      | 7.17  |                      |
| 44      | 2       | 3    | Holder da Silva            | Guiné-Bissau                    | 7.20  | Recorde da temporada |
| 45      | 4       | 7    | Paul Ma'unikeni            | Ilhas Salomão                   | 7.32  | Recorde pessoal      |
| 46      | 3       | 8    | Alvin Marvin Martin        | Estados Federados da Micronésia | 7.34  | Recorde pessoal      |
| 47      | 3       | 5    | Austin Hamilton            | Suécia                          | 7.35  |                      |
| 48      | 1       | 3    | Zdeněk Stromšík            | Chéquia                         | 7.41  |                      |
| 49      | 5       | 2    | Karalo Hepoiteloto Maibuca | Tuvalu                          | 7.47  | Recorde nacional     |
| 50      | 1       | 2    | Kemar Hyman                | Ilhas Caimã                     | DSQ   | 162.8                |
| 51      | 7       | 5    | Andrew Fisher              | Bahrein                         | DNS   |                      |
| 51      | 7       | 6    | Abdur Rouf                 | Bangladesh                      | DNS   |                      |

### Semifinal
Qualificação: classificaram-se  os 2 melhores de cada bateria (Q) mais 2 melhores colocados  (q). 
| Posição | Bateria | Raia | Atleta                  | Nacionalidade         | Tempo | Notas                |
| ------- | ------- | ---- | ----------------------- | --------------------- | ----- | -------------------- |
| 1       | 2       | 3    | Christian Coleman       | Estados Unidos        | 6.45  | Q                    |
| 2       | 3       | 4    | Ronnie Baker            | Estados Unidos        | 6.52  | Q                    |
| 3       | 1       | 6    | Su Bingtian             | China                 | 6.52  | Q                    |
| 4       | 2       | 5    | Xie Zhenye              | China                 | 6.57  | Q                    |
| 5       | 3       | 8    | Hassan Taftian          | Irão                  | 6.57  | Q                    |
| 6       | 3       | 3    | Ján Volko               | Eslováquia            | 6.58  | q                    |
| 7       | 2       | 4    | Emre Zafer Barnes       | Turquia               | 6.58  | q                    |
| 8       | 1       | 8    | Sean Safo-Antwi         | Gana                  | 6.59  | Q,                   |
| 9       | 1       | 3    | Arthur Cissé            | Costa do Marfim       | 6.59  |                      |
| 10      | 2       | 6    | Ben Youssef Meïté       | Costa do Marfim       | 6.59  |                      |
| 11      | 1       | 7    | Everton Clarke          | Jamaica               | 6.63  |                      |
| 12      | 3       | 6    | Abdullah Abkar Mohammed | Arábia Saudita        | 6.63  |                      |
| 13      | 3       | 1    | Andrew Robertson        | Grã-Bretanha          | 6.63  |                      |
| 14      | 2       | 7    | Kimmari Roach           | Jamaica               | 6.65  |                      |
| 15      | 1       | 5    | Remigiusz Olszewski     | Polónia               | 6.65  |                      |
| 16      | 3       | 5    | Warren Fraser           | Bahamas               | 6.66  | Recorde da temporada |
| 17      | 3       | 2    | Dominik Záleský         | Chéquia               | 6.67  |                      |
| 18      | 1       | 2    | Ángel David Rodríguez   | Espanha               | 6.67  |                      |
| 19      | 3       | 7    | Michael Pohl            | Alemanha              | 6.71  |                      |
| 20      | 2       | 8    | Odain Rose              | Suécia                | 6.74  |                      |
| 21      | 2       | 1    | Tosin Ogunode           | Catar                 | 6.77  |                      |
| 22      | 1       | 1    | Jean-Yann de Grace      | Ilhas Maurícias       | 6.83  |                      |
| 23      | 1       | 4    | Chijindu Ujah           | Grã-Bretanha          | DSQ   | 162.8                |
| 24      | 2       | 2    | Kim Collins             | São Cristóvão e Neves | DNS   |                      |

### Final

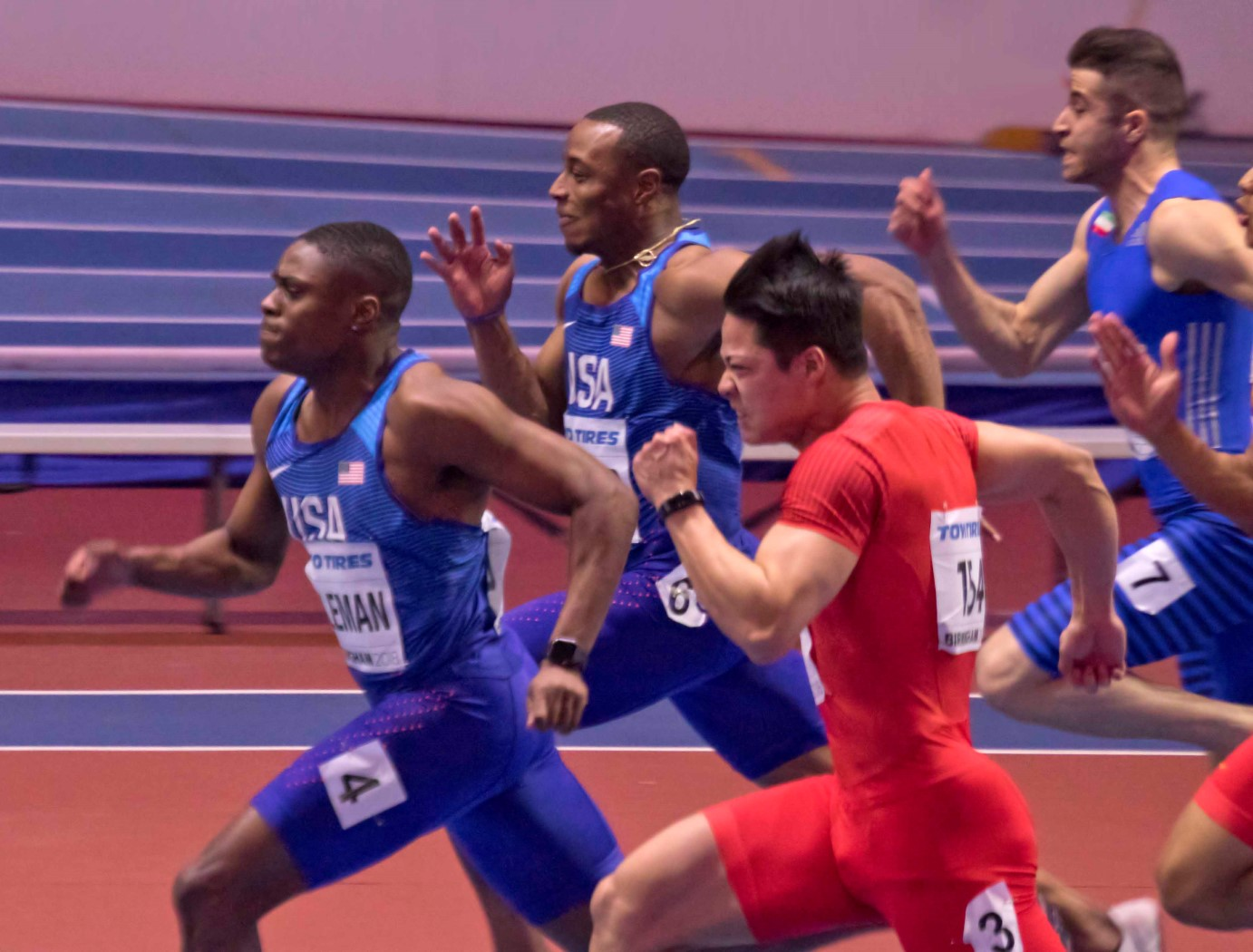
Christian Coleman vence a final.

A final ocorreu dia 3 de março às 21:09 
| Posição           | Raia | Atleta            | Nacionalidade  | Tempo | Notas                 |
| ----------------- | ---- | ----------------- | -------------- | ----- | --------------------- |
| Medalha de ouro   | 4    | Christian Coleman | Estados Unidos | 6.37  | Recorde do campeonato |
| Medalha de prata  | 3    | Su Bingtian       | China          | 6.42  | Recorde asiático      |
| Medalha de bronze | 6    | Ronnie Baker      | Estados Unidos | 6.44  |                       |
| 4                 | 5    | Xie Zhenye        | China          | 6.52  | Recorde pessoal       |
| 5                 | 7    | Hassan Taftian    | Irão           | 6.53  |                       |
| 6                 | 1    | Ján Volko         | Eslováquia     | 6.59  |                       |
| 7                 | 8    | Sean Safo-Antwi   | Gana           | 6.60  |                       |
| 8                 | 2    | Emre Zafer Barnes | Turquia        | 6.64  |                       |

Legenda
| Recorde mundial       | Recorde mundial (World record)               |                       | Recorde africano                      | Recorde africano (African) |                                           | Q | Classificado por posição (Qualified) |
| Recorde do campeonato | Recorde do campeonato (Championship record)  | Recorde da América    | Recorde da América (Americas)         | q                          | Classificado por melhor tempo (Qualified) |   |                                      |
| Melhor marca do ano   | Melhor marca do ano (World leading)          | Recorde asiático      | Recorde asiático (Asian)              | DNS                        | Não largou (Did not start)                |   |                                      |
| Recorde nacional      | Recorde nacional (National record)           | Recorde europeu       | Recorde europeu (European)            | DNF                        | Não terminou (Did not finish)             |   |                                      |
| Recorde pessoal       | Recorde pessoal do atleta (Personal best)    | Recorde da Oceania    | Recorde da Oceania (Oceania)          | DSQ / DQ                   | Desclassificado (Disqualified)            |   |                                      |
| Recorde da temporada  | Recorde da temporada do atleta (Season best) | Recorde sul-americano | Recorde sul-americano (South America) | NM                         | Sem marca (No mark)                       |   |                                      |